# One Man Dog
One Man Dog, amerikanske James Taylors fjärde soloalbum, utgivet i november 1972 på skivbolaget Warner Brothers och det är producerat av Peter Asher.
Albumets mest kända låt är "Don't Let Me Be Lonely Tonight".
Albumet nådde Billboard-listans 4:e plats.
På englandslistan nådde albumet 27:e plats.

## Låtlista
Singelplacering i Billboard inom parentes.
1. One Man Parade – 3:10 (#67)
2. Nobody But You – 2:57
3. Chili Dog – 1:35
4. Fool for You – 0:55
5. Instrumental I – 0:55
6. New Tune – 1:35
7. Back on the Street Again (Danny Kortchmar) – 3:00
8. Don't Let Me Be Lonely Tonight – 2:34 (#14)
9. Woh, Don't You Know (Danny Kortchmar/Leland Sklar/James Taylor) – 2:10
10. One Morning in May (Bill Keith/Jim Rooney) – 2:54
11. Instrumental II – 1:41
12. Someone (John McLaughlin) – 3:36
13. Hymn – 2:24
14. Fanfare – 2:33
15. Little David – 1:00
16. Mescalito – 0:29
17. Dance – 2:07
18. Jig – 1:13

Förutom där annat anges är samtliga låtar skrivna av James Taylor.